# Саут-Канал (Огайо)
Саут-Канал (англ. South Canal) — переписна місцевість (CDP) в США, в окрузі Трамбалл штату Огайо. Населення — 1101 особа (2020).

## Географія
Саут-Канал розташований за координатами 41°10′33″ пн. ш. 80°59′15″ зх. д. / 41.17583° пн. ш. 80.98750° зх. д. (41.175895, -80.987527).  За даними Бюро перепису населення США в 2010 році переписна місцевість мала площу 4,51 км², з яких 4,42 км² — суходіл та 0,09 км² — водойми.

## Демографія
Згідно з переписом 2010 року, у переписній місцевості мешкало 1100 осіб у 449 домогосподарствах у складі 343 родин. Густота населення становила 244 особи/км².  Було 478 помешкань (106/км²).
Расовий склад населення:
| - 97,6 % — білих - 0,4 % — чорних або афроамериканців - 0,1 % — вихідців з тихоокеанських островів - 0,1 % — азіатів |

До двох чи більше рас належало 1,5 %. Частка іспаномовних становила 0,6 % від усіх жителів.
За віковим діапазоном населення розподілялося таким чином: 18,8 % — особи молодші 18 років, 60,0 % — особи у віці 18—64 років, 21,2 % — особи у віці 65 років та старші. Медіана віку мешканця становила 47,3 року. На 100 осіб жіночої статі у переписній місцевості припадало 101,5 чоловіків;  на 100 жінок у віці від 18 років та старших — 99,8 чоловіків також старших 18 років.
Середній дохід на одне домашнє господарство  становив 63 044 долари США (медіана — 66 161), а середній дохід на одну сім'ю — 71 885 доларів (медіана — 69 861). Медіана доходів становила 47 222 долари для чоловіків та 35 435 доларів для жінок. За межею бідності перебувало 4,2 % осіб, у тому числі 5,0 % дітей у віці до 18 років та 0,0 % осіб у віці 65 років та старших.
Цивільне працевлаштоване населення становило 612 особи. Основні галузі зайнятості: виробництво — 36,3 %, освіта, охорона здоров'я та соціальна допомога — 20,9 %, роздрібна торгівля — 12,9 %, публічна адміністрація — 7,8 %.